# Wuzetka
Wuzetka nebo také ciastko „W-Z” je polský dezert, populární jako specialita z Varšavy. Připravuje se z tmavého piškotového těsta se smetanovou náplní a má čokoládovou polevu, na níž se mohou objevit písmena WZ.
Původ wuzetky je kladen do varšavské čtvrti Muranów na konec čtyřicátých let 20. století. Název je odvozován od Východozápadní silnice (polsky Trasa Wschód–Zachód, zkráceně W–Z), kde sídlila cukrárna s touto specialitou. Podoba dezertu má na řezu připomínat asfaltovou silnici s bílou středovou čárou. Jiná vysvětlení pocházejí z názvu výrobce Warszawskie Zakłady Cukiernicze nebo z výrazu wypiek z kremem (pečivo s krémem). Obyvatelé Radomi však tvrdí, že v jejich městě se tento moučník prodával již před druhou světovou válkou pod názvem radomianka.
Zákusek tvoří dvě vrstvy korpusu a jedna vrstva krémové náplně. Těsto se připraví z pšeničné mouky, vajec, kakaového prášku a cukru a peče se půl hodiny při 180 stupních. Po upečení se korpus namáčí do punče a potírá zavařeninou ze švestek, borůvek nebo třešní. Náplň obsahuje smetanu, cukr a želatinu. Wuzetka se polévá rozpuštěnou čokoládou, krájí se na kostky o hraně dlouhé přibližně 7 cm a zdobí nahoře šlehačkou. Může se podávat s ovocem a ořechy.
Původně byla wuzetka k dostání pouze v provozovnách varšavského řetězce Camargo, od sedmdesátých let se rozšířila po celém Polsku. Byla typickou součástí kavárenské kultury v období třetí polské republiky, objevuje se např. ve filmu Stanisława Bareji Maskot. V roce 2023 získal dezert certifikát tradičního výrobku Mazovského vojvodství.